# 堀江隆臣
堀江 隆臣（ほりえ たかおみ、1967年〈昭和42年〉5月24日 - ）は、日本の政治家。熊本県上天草市長（3期目）。姫戸町議と上天草市議を歴任した。

## 来歴
1990年（平成2年）3月、北九州大学商学部（現・北九州市立大学）卒業。同年4月、積水ハウスに就職。1995年（平成7年）2月、同社を退社。
1999年（平成11年）5月、姫戸町議会議員に就任。2004年（平成16年）3月31日、天草郡大矢野町、松島町、姫戸町、龍ヶ岳町が合併して上天草市が誕生。同日、上天草市議会議員となる。2005年（平成17年）に最初の市議選があり、2009年（平成21年）4月に再選。同年5月、上天草市議会議長に就任。2013年（平成25年）、3選。
2014年（平成26年）11月9日、元副市長の尾上徳広が、市が発注した公共工事の指名競争入札に絡んで業者から乗用車を受け取ったとして逮捕された。これを受けて11月14日、市長の川端祐樹が辞職。12月14日に行われた市長選挙に出馬し、元市議の田中辰夫、元市長の何川一幸、元市議の平田晶子ら3候補を破り初当選した。選挙の結果は以下のとおり。
※当日有権者数：25,043人 最終投票率：76.13%（前回比：pts）
| 候補者名 | 年齢 | 所属党派 | 新旧別 | 得票数  | 得票率 | 推薦・支持 |
| -------- | ---- | -------- | ------ | ------- | ------ | ---------- |
| 堀江隆臣 | 47   | 無所属   | 新     | 6,467票 | 34.26% |            |
| 田中辰夫 | 54   | 無所属   | 新     | 5,436票 | 28.80% |            |
| 何川一幸 | 67   | 無所属   | 元     | 4,514票 | 23.92% |            |
| 平田晶子 | 33   | 無所属   | 新     | 2,458票 | 13.02% |            |

2018年（平成30年）、無投票により再選。
2020年11月14日、新型コロナウイルスに感染したことが確認され、熊本県内の入院協力医療機関に入院していた。
2022年(令和4年)、8044票で再選。